# الجزائر (إنديانا)
الجزائر (بالإنجليزية: Algiers)، ترجمة حرفية 'ألجيرز'‏ هي منطقة فردية في كانتون جيفرسون، مقاطعة بايك، في ولاية إنديانا، الولايات المتحدة الأمريكية.

## تاريخ
تأسست هذه المنطقة في عام 1868 و إستمدت إسمها من عاصمة دولة الجزائر، مدينة الجزائر. في الماضي، كان يُطلق على المنطقة اسم "ديليكتيبل".
هومر إي. كيبهارت [الإنجليزية]، عضو مجلس الشيوخ الأمريكي وُلد في ولاية إنديانا و كان رائد في صناعة أجهزة جوك بوكس [الإنجليزية] والفونوغراف، وُلد في الجزائر(إنديانا) عام 1897 كابن لمزارع مستأجر.
تم تأسيس مكتب بريد باسم الجزائر في عام 1885 وكان شغالا حتى تم إغلاقه في عام 1955.